# Heiterwanger See
Heiterwanger See är en sjö i Österrike.   Den ligger i förbundslandet Tyrolen, i den västra delen av landet, 400 km väster om huvudstaden Wien. Heiterwanger See ligger 976 meter över havet. Arean är 1,4 kvadratkilometer.
I omgivningarna runt Heiterwanger See växer i huvudsak barrskog. Runt Heiterwanger See är det ganska glesbefolkat, med 29 invånare per kvadratkilometer.